# Adalberto Manzone
Adalberto Manzone (Bucarest, 17 gennaio 1936 – Roma, 20 settembre 1992) è stato un giornalista italiano.

## Biografia
Nasce a Bucarest nel 1936, dove il padre Bruno prestava servizio presso l'ambasciata italiana.
Al rientro in Italia completa gli studi liceali e si iscrive alla Facoltà di Scienze Politiche, conseguendo la Laurea nel 1960. È giornalista professionista. Sposato con Cristina Pacetti e aveva due
figli: Bruno e Maria Letizia.
Muore a Roma il 20 settembre 1992, dopo una lunga malattia.

## Carriera
Il suo impegno politico ha inizio al Liceo, nelle file dei Giovani della Democrazia Cristiana. 
Nel 1963 inizia la carriera alla RAI, prima in radio per un breve periodo, poi in televisione alla rubrica 7 giorni al Parlamento. Nel 1972 è distaccato presso il Quirinale per collaborare alla gestione dell'Ufficio Stampa del Presidente della Repubblica Giovanni Leone.
Rientra in Rai nel 1976 e, fino al 1990, attraverso "Oggi al Parlamento", porta con il TG1 delle 13:30 e, soprattutto, dell'edizione serale delle 20, l'eco della politica parlamentare e di governo all'interno della case degli italiani. Il resoconto equilibrato gli vale l'apprezzamento trasversale da parte di molte forze politiche anche distanti dalla linea di conduzione del TG1. È, tra l'altro, inviato del TG1 ai primi Congressi del Partito Radicale e alla celebrazione delle esequie dell'onorevole Giorgio Almirante, Segretario del MSI.
Nel 1990 è nominato condirettore delle Relazioni esterne e istituzionali del Gruppo Iri/Italstat, presieduto da Ettore Bernabei, già Direttore Generale della RAI.